# 孔貞運
孔 貞運（こう ていうん、1574年 - 1644年）は、明末の官員。字は開仲、号は玉横。本貫は池州府建徳県。孔子の六十二世の孫とされる。

## 生涯
万暦47年（1619年）、科挙に榜眼として及第し、翰林院編修になった。泰昌元年（1620年）、『六朝奏章』の編纂にあたった。天啓帝が立つと、『明光宗実録』の編輯に任ぜられた。
崇禎元年（1628年）、国子監祭酒に任ぜられた。崇禎9年（1636年）、礼部尚書、文淵閣大学士に上った。崇禎11年（1638年）、首輔を加えられた。 2カ月後、官員の選抜検定に関して御史の郭景昌と意見が対立し、弾劾を受けて罷免され、帰郷した。
崇禎17年（1642年）、崇禎帝が自殺し、老齢の孔貞運は北京へ野送りに行ったが、疲労と悲哀で病没した。享年は71。文忠の諡を南明の弘光帝から贈られた。

## 参考資料
- 『崇禎長編』
- 『明史』列伝第一百四十一